# Man (Nicobaren)
Man, lokaal ook Laouk genoemd, is een klein onbewoond eiland behorende tot de Indiase eilandengroep de Nicobaren. Het eiland ligt in de Golf van Bengalen en is grotendeels met bos begroeid. Ten westen ervan bevindt zich een aantal rotseilandjes in zee.
Het eiland ligt 4 km ten zuidoosten van de zuidkaap van het langgerekte en nagenoeg onbewoonde eiland Tillangchong, en 25 km ten noordoosten van het bewoonde eiland Camorta.